# Félix Pons
Félix Pons Irazazábal (ur. 14 września 1942 w Palma de Mallorca, zm. 2 lipca 2010 tamże) – hiszpański i balearski polityk, prawnik oraz nauczyciel akademicki, w latach 1985–1986 minister administracji terytorialnej, od 1986 do 1996 przewodniczący Kongresu Deputowanych.

## Życiorys
Ukończył studia prawnicze na Uniwersytecie Barcelońskim. Pracował jako nauczyciel akademicki, praktykował także jako adwokat. Został przewodniczącym balearskiego stowarzyszenia młodych prawników. W połowie lat 70. w okresie transformacji ustrojowej dołączył do Hiszpańskiej Socjalistycznej Partii Robotniczej (PSOE). Przez kilka lat kierował PSIB-PSOE, regionalnym oddziałem partii socjalistycznej. Był posłem do parlamentu Balearów, a w latach 1979–1982 do Kongresu Deputowanych I kadencji (1979–1982).
W latach 1985–1986 sprawował urząd ministra administracji terytorialnej w rządzie Felipe Gonzáleza. W latach 1986–1996 przez III, IV i V kadencję zasiadał ponownie w Kongresie Deputowanych, pełniąc w tym czasie funkcję przewodniczącego niższej izby Kortezów Generalnych. W 1996 zrezygnował z ubiegania się o reelekcję, powracając do działalności zawodowej i akademickiej. Zmarł w 2010 na skutek raka trzustki.
Odznaczony m.in. Krzyżem Wielkim Orderu Karola III.